# Millimeterpapier

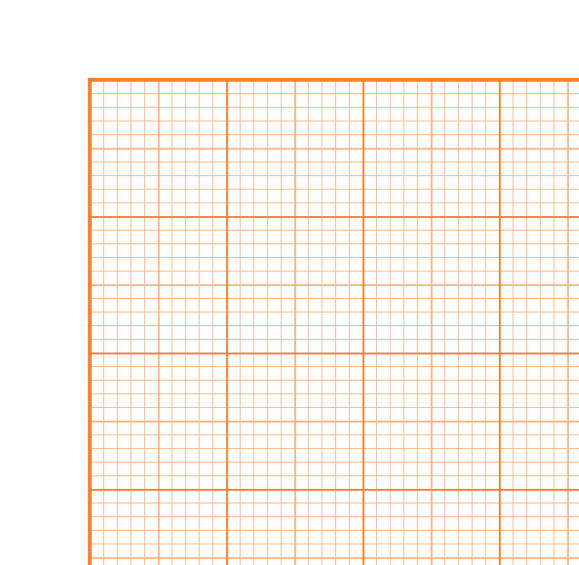
Detailausschnitt von Millimeterpapier mit verstärkten Linien alle 5 und 10 mm

Das Millimeterpapier, das zu den mathematischen Papieren zählt, besteht aus einem rechtwinkligen Gitternetz mit einer Maschenweite von 1 Millimeter.
Der besseren Zählbarkeit und Übersichtlichkeit wegen sind einige Linien in festen Abständen in verschiedenen Abstufungen breiter oder in dunkleren Farben dargestellt oder werden über die Zeichenfläche hinaus verlängert (fast immer alle 10 mm, oft zusätzlich auch alle 5, 50 und/oder 100 mm).
Millimeterpapier wird sowohl für mathematische Darstellungen (insbesondere Funktionsgraphen) als auch für einfache technische Zeichnungen verwendet.
Bei Funktionsgraphen kann es zum Auftragen von Punkten nach rechtwinkligen Koordinaten und näherungsweise zur Bestimmung von Flächen verwendet werden. Zur Berechnung von Kreisen, Segmenten, Tangenten usw. gibt es auch Millimeterpapier mit zusätzlich einem zentralen Punkt und 360°-Einteilung.
Nachstehend ein Anwendungsbeispiel zum Zeichnen von Funktionsgraphen: